# Artemis 4
Artemis 4 (officiellt Artemis IV) är det fjärde planerade uppdraget för NASA:s Artemis-program. Uppdraget kommer att skjuta upp fyra astronauter i en Orionfarkost ovanpå SLS Block 1B till Lunar Gateway och den andra månlandningen i Artemis-programmet.

## Översikt
Huvudsyftet med uppdraget kommer att vara montering av Lunar Gateway. Tillsammans med den Orionkapsel besättningen färdas i kommer I-Habmodulen till Gateway att skjutas upp. Uppdraget kommer att leverera I-Hab, som utvecklas av ESA och den japanska rymdorganisationen JAXA, till Gateway. Modulen kommer att dockas med de första Gateway-modulerna, PPE och HALO.
Astronauterna kommer sedan gå ombord en Starship dockat till stationen i förväg och färdas ner till månens yta för ett flerdagarsuppdrag.
Artemis IV kommer vara den första flygningen med den uppgraderade Block 1B-versionen av Space Launch System. I den ersätts Interim Cryogenic Propulsion Stage som används på de tre första Artemis-uppdragen med den kraftfullare Exploration Upper Stage för att ta kapseln från låg omloppsbana till omloppsbana kring månen.

## Besättning
ESA har indikerat att deras mål är att Artemis 4 ska bli det första uppdraget för en ESA-astronaut till Gateway.

## Rymdskepp

### Space Launch System
Space Launch System är en bärraket som används för att skjuta upp Orion-rymdfarkosten från jorden till en bana runt månen. Detta kommer att vara det första Artemis-uppdraget att använda en SLS Block 1B-raket med det mer avancerade andra steget Exploration Upper Stage. Denna konfiguration av raketen är tänkt för de fyra kommande uppdragen fram till det föreslagna Artemis 9, som kommer att använda SLS Block 2 med mer avancerade boosters.

### Orion
Orion är den rymdkapsel som används av alla Artemisuppdrag för att transportera besättningen. Den kommer att transportera besättningen från jorden till gatewaybanan, docka till gatewayen, leverera I-Hab-modulen till rymdstationen och sedan, efter avklarat uppdrag, återföra besättningen till jorden för en landning i Stilla havet.

### Lunar Gateway
Gateway är en liten modulär rymdstation som kommer att etableras i en nästan rätlinjig haloomloppsbana (NRHO) i slutet av 2024. De två första Gateway-modulerna kommer att skjutas upp tillsammans ombord på en SpaceX Falcon Heavy och under följande år långsamt ta sig ut till den tilltänkta omloppsbanan runt månen före Artemis 4:s ankomst.